# 2443 Tomeileen
2443 Tomeileen је астероид главног астероидног појаса. Приближан пречник астероида је 30,89 ,
а средња удаљеност астероида од Сунца износи 3,005 астрономских јединица (АЈ).
Инклинација (нагиб) орбите у односу на раван еклиптике је 11,454 степени, а орбитални период износи 1903,386 дана (5,211 година). Ексцентрицитет орбите астероида износи 0,059.
Апсолутна магнитуда астероида износи 10,20 а геометријски албедо 0,154.
Астероид је откривен 24. јануара 1906. године.